# ガレス・マコーリー
ガレス・ジェラルド・マコーリー（Gareth Gerald McAuley、MBE ([məˈkɔːli] mə-KAW-lee;、1979年12月5日 - ）は、北アイルランド・アントリム県ラーン出身の元サッカー選手。北アイルランド代表。ポジションは、ディフェンダー。

## クラブ経歴
1999年にリンフィールドFCでキャリアをスタート。その後バリークレア・コムレイズFC、クルセイダーズFC、コールレーンFCと北アイルランドのクラブを転々とした。2004年夏、イングランドのリンカーン・シティFCに移籍。その後チャンピオンシップのレスター・シティFC、イプスウィッチ・タウンFCと順調にステップアップを重ね、2011年7月にプレミアリーグのウェスト・ブロムウィッチ・アルビオンFCに移籍した。
2018年9月3日、レンジャーズFCに1年契約で加入した。
2019年9月30日、現役引退を発表した。

## 代表歴
2003年5月、スコットランド代表Bチームと試合を行う北アイルランド代表Bチームのメンバーに招集された。この試合はスタメン出場し2-1の勝利に貢献した。
2005年6月、親善試合・ドイツ代表戦でA代表デビュー。試合には1-4で敗れた。

## タイトル
コールレーン
- アイリッシュカップ: 2003

個人
- PFA年間ベストイレブン: 2006(リーグ2)